# NGC 342
NGC 342 is een elliptisch sterrenstelsel in het sterrenbeeld Walvis. Het hemelobject ligt ongeveer 240 miljoen lichtjaar van de Aarde verwijderd en werd op 27 september 1864 ontdekt door de Duitse astronoom Albert Marth.

## Synoniemen
- PGC 3631
- MCG -1-3-58
- NPM1G -07.0039